# Protection de l'espace exécutable
La protection de l'espace exécutable (executable space protection) correspond, en sécurité informatique, à une protection contre les dépassements de tampon en prévenant l'exécution d'un code sur la pile ou le tas. Une tentative d'attaque sur un système protégé ainsi provoque une exception.

## Exemples d'implémentation
Des exemples d'implémentation de ce mécanisme sont :
- sous Linux : PaX, Exec Shield, et Openwall ;
- sous OpenBSD et d'autres systèmes : W^X ;
- sous Microsoft Windows : Data Execution Prevention.